# Calyx & TeeBee
Calyx & TeeBee je britsko-norské DJ drum & bass duo, které tvoří Larry Cons (Calyx) a Torgeir Byrknes (TeeBee).
Larry Cons a Torgeir Byrknes se poznali v roce 1998 jakožto členové vydavatelství Moving Shadow zaměřené na žánry drum & bass a jungle. Hudební začátky Calyxe a TeeBeeho jakožto dvojice se datují od roku 2004. Debutové album vyšlo roku 2007 a neslo název Anatomy. Druhé album vzešlo roku 2012 pod názvem All or Nothing. V současnosti je dvojice členem vydavatelství RAM Records (prosinec 2014).

## Kariéra
Larry Cons, Calyx, se během svého života seznámil s několika hudebními nástroji – kytarou, klavírem, saxofonem anebo bubny.
Před produkcí drum & bassové hudby byl jazzovým kytaristou, přičemž kladný vztah k jazzu u něj přetrvává.
Mezi Calyxovy oblíbené hudebníky patří Wes Montgomery či George Benson.
Postupem času též započal doprovázet některé skladby vlastními vokály.
Produkci elektronické muziky žánru drum & bass zahájil roku 1998. Vlastní skladby vydal skrz labely, jako jsou například Metalheadz, Moving Shadow či Intercom.
Torgeir Byrknes, TeeBee, spravuje od roku 1999 vlastní hudební vydavatelství Subtitles.
TeeBeeho prvním albem bylo album Blacksciencelabs.
V roce 2004 spojili definitivně Calyx a TeeBee své úsilí a vydali první skladby Cyclone a Follow The Leader.
Ty se následujícího roku staly obsahem Calyxova pilotního alba No Turning Back.
Obě skladby rovněž zazněly v reklamních upoutávkách na počítačovou hru Midnight Club.
V roce 2005 vyšlo Calyxovo zmíněné album No Turning Back u labelu Moving Shadow. Následkem byly dvě turné po Spojených státech, dvě turné po Austrálii a mnoho dalších turné v různých zemích Evropy.
Roku 2006 přišlo duo se skladbou The Quest vydanou TeeBeeho labelem Subtitles.
V roce 2007 se dostavilo debutové album Anatomy vydané pod vlastním vydavatelským labelem Momentum Music.
V roce 2012 pokračovala dvojice albem All or Nothing, vydané tentokrát pod hudebním labelem RAM Records.
Album však bylo dokončeno a připraveno k vydání na vlastním labelu ještě před vstupním podpisem u RAM Records.
Prvním singlem po připojení k RAM Records se stal Scavenger.
Dalšími singly, náležícími k druhému albu, byly Strung Out, Pure Gold nebo Elevate This Sound, přičemž u poslední z nich zazněl právě Calyxův zpěv.
V roce 2012 dosáhla dvojice hned několika úspěchů na festivalu Drum & Bass Arena Awards 2012, kde byly vyhlášeny nejlepší drum & bassové subjekty v různých kategoriích. Calyx a TeeBee proměnili nominaci ve vítězství v kategorii „Nejlepší producent“ a stanuli tak například před trojicí Noisia z Nizozemska nebo před belgickým producentem a DJem jménem Netsky. Skladba Elevate This Sound se stala vítězem kategorie „Nejlepší skladba“. Tato skladba soutěžila i v kategorii „Nejlepší videoklip“, nakonec však skončil první videoklip ke skladbě Pure Gold taktéž od Calyxe a TeeBeeho. Album All or Nothing svoji nominaci ve vítězství nakonec nepřetavilo.
V roce 2014 nahrálo duo pro RAM Records mix Fabriclive 76.
Dvojice občas působí odděleně a spoléhá se na individuální tvůrčí schopnosti a komunikaci na dálku zejména prostřednictvím Internetu.
Calyx & TeeBee navštívili Prahu například v letech 2007 a 2012.

## Hudební žánry a vazby
Calyx & TeeBee spolupracovali s drum & bassovým producentem Breakem, s nímž si navzájem zremixovali několik skladeb. Raná tvorba tohoto dua ovlivnila dnes proslulou nizozemskou drum & bassovou trojici Noisia.
Calyx & TeeBee se podle svých slov nevěnují dubstepové produkci.